# McDonnell Douglas DC-9
McDonnell Douglas DC-9 (рус. Макдоннелл Дуглас ДС-9) — двухдвигательный реактивный ближнемагистральный самолёт. Начал производиться в 1965 году, первый полёт был осуществлён год спустя. Последний DC-9 был выпущен в октябре 1982 года.
Последующими модификациями DC-9 стали MD-80, MD-90 и Boeing 717. С учётом последних выпущенных в 2006 году самолётов Boeing 717, общий выпуск машин семейства DC-9 (DC-9/MD-80/90/717) продолжался 41 год и составил 2439 самолётов. Ресурс планера у семейства DC-9 один из самых больших среди авиалайнеров — до 100 000 циклов «взлёт-посадка».

## Аэродинамическая схема
Двухмоторный турбовентиляторный низкоплан со стреловидным крылом, Т-образным оперением (с переставным стабилизатором) и задним расположением двигателей.

## История самолёта
В 1960 году компания Douglas Aircraft заключила двухлетнее соглашение по поддержке на американском рынке французского ближнемагистрального авиалайнера Sud Aviation Caravelle. Соглашение предусматривало организацию лицензионного производства самолёта на заводах Douglas Aircraft в случае большого спроса. Ажиотажа со стороны американских авиакомпаний не последовало и вскоре сотрудничество закончилось.
Понимая большую перспективу подобных авиалайнеров, Douglas Aircraft начинает разработку своего ближнемагистрального самолёта. За основу была взята архитектура Каравеллы, но будучи представителем второго поколения реактивных авиалайнеров, DC-9 превосходил Каравеллу по многим характеристикам.
Самолёт был разработан с чистого листа и не имел ничего общего с Douglas DC-8.
Расположение двигателей в хвосте позволяло увеличить площадь закрылков и уменьшить взлётную и посадочную скорость а следовательно и длину разбега. Также подобная конфигурация обеспечивала акустический комфорт в салоне и позволяла пользоваться реверсом двигателей на низких скоростях без риска повреждения поднятым с взлётно-посадочной полосы мусором. Реверс двигателей использовался для движения задним ходом и для борьбы с обледенением корней крыльев перед взлётом.
Когда самолёт разрабатывался, регулирующие органы ограничивали вес самолёта, управляемый экипажем из 2 человек, величиной 36300 кг; первые версии DC-9 соответствовали этому ограничению.
Самолёт выпускался в разных версиях с вместимостью от 80 до 139 пассажиров.
Своим появлением DC-9 занял пустующую нишу и стал очень популярен по всему миру. Он является одним из самых продолжительно эксплуатирующихся реактивных самолётов: последний DC-9 был выпущен в 1982 году, а вывод из флота крупных авиакомпаний произведён в 2014 году.
Плодом модернизации DC-9 стали модели MD-80, MD-90 и Boeing 717 с более экономичными двигателями.
Всего было произведено 2439 самолётов семейства DC-9, что делает его третьим по тиражу реактивным авиалайнером после Airbus A320 и Boeing 737.
С появлением новых типов самолётов DC-9 и его модернизированные версии планомерно выводятся из парка авиакомпаний по причине низкой топливной эффективности. Проводились работы по снижению аэродинамического сопротивления планера, но это не позволило добиться современных показателей, а конструкция крыла делала его модернизацию сложной и дорогой.
Секретом долголетия семейства DC-9 является исключительный ресурс, заложенный в оригинальную конструкцию. Ресурс планера DC-9 и его модификаций составляет 110 000 циклов взлёта-посадки, что является рекордной величиной. Некоторые DC-9 на момент списания имели более 105 000 циклов, больше любого реактивного авиалайнера.
Китайский ближнемагистральный COMAC ARJ21 Xiangfeng имеет в основе архитектуру DC-9. Это обусловлено тем, что в КНР было налажено лицензионное производство моделей MD-80 и MD-90. Заводы, производившие детали для MD-80 и MD-90, теперь занимаются производством комплектующих для COMAC ARJ21 Xiangfeng.

## Модификации
MD-80, MD-90, MD-95 (Boeing 717)

## Лётно-технические характеристики
|                                           | DC-9-10                | DC-9-21                | DC-9-30                 | DC-9-40                 | DC-9-50                 |
| Число пассажиров (в туристическом классе) | 90                     | 90                     | 115                     | 125                     | 135                     |
| Максимальная взлётная масса               | 41 100 кг              | 44 500 кг              | 49 900 кг               | 51 700 кг               | 54 900 кг               |
| Максимальная дальность                    | 2340 км                | 3430 км                | 3030 км                 | 3120 км                 | 3030 км                 |
| Крейсерская скорость                      | 903 км/ч               | 896 км/ч               | 917 км/ч                | 917 км/ч                | 898 км/ч                |
| Длина                                     | 31,82 м                | 31,82 м                | 36,37 м                 | 38,28 м                 | 40,72 м                 |
| Размах крыла                              | 27,25 м                | 28,47 м                | 28,47 м                 | 28,47 м                 | 28,47 м                 |
| Высота в хвосте                           | 8,38 м                 | 8,38 м                 | 8,38 м                  | 8,38 м                  | 8,38 м                  |
| Тип двигателей                            | Pratt & Whitney JT8D-5 | Pratt & Whitney JT8D-9 | Pratt & Whitney JT8D-15 | Pratt & Whitney JT8D-15 | Pratt & Whitney JT8D-17 |

## Аналогичные самолёты
- BAC 1-11
- Hawker Siddeley Trident
- Ту-154
- Як-42
- Boeing 727
- Fokker 100
- Ту-134
- COMAC ARJ21 Xiangfeng